# HD192840
HD192840 — хімічно пекулярна зоря спектрального класу A1, що має видиму зоряну величину в смузі V приблизно  8,6.
Вона  розташована на відстані близько 2077,4 світлових років від Сонця.